# Kim Young-nam
Kim Young-nam (koreanisch 김영남; * 15. Juni 1960 in Hampyeong) ist ein ehemaliger südkoreanischer Ringer.

## Karriere
Kim war zunächst im Volleyball aktiv, bevor er sich dem Ringen zuwandte. 1984 nahm er erstmals an Olympischen Spielen teil und belegte im griechisch-römischen Stil im Weltergewicht den vierten Platz. Zwei Jahre später gewann er bei den Asienspielen die Goldmedaille, 1987 erreichte er bei den Weltmeisterschaften Rang sechs. Seinen größten Erfolg feierte er 1988, als er bei den Olympischen Spielen in Seoul Olympiasieger wurde.
Er studierte an der Dongguk University. 1996 war er als Assistenztrainer der südkoreanischen Ringernationalmannschaft bei den Olympischen Spielen im Einsatz. Seit 1997 lebt Kim in Kasachstan, wo er ein eigenes Bauunternehmen betreibt.